# Beychac-et-Caillau

Beychac-et-Caillau este o comună în departamentul Gironde din sud-vestul Franței. În 2009 avea o populație de 1.971 de locuitori.

## Evoluția populației
| An        | 1975 | 1982  | 1990  | 1999  | 2006  | 2009  |
| --------- | ---- | ----- | ----- | ----- | ----- | ----- |
| Populație | 976  | 1.468 | 1.611 | 1.782 | 1.903 | 1.971 |